# David Monteagudo
David Monteagudo (Viveiro, Galícia, 1962) és un escriptor gallec. Es traslladà amb la seva família a Catalunya quan tenia cinc anys i treballà en una fàbrica de cartonatge a Vilafranca del Penedès aliè als cercles literaris, encara que sempre li havia atret la literatura. Començà a escriure sistemàticament en complir quaranta anys, i el 2009 va saltar a la popularitat literària quan va aconseguir que la seva novel·la Fi fos publicada per l'editorial Acantilado amb èxit de crítica i públic. El 2012 aquesta novel·la va ser adaptada al cinema, sota la direcció de Jorge Torregrossa. Des d'aleshores ha publicat tres nous llibres a Acantilado, un a Candaya, un a Rayo Verde i dos a ;Rata_.

## Obres publicades
- Fin (2009) Acantilado, traduïda al català per Jordi Nopca (2010, Quaderns Crema)
- Marcos Montes (2010) Acantilado, traduïda al català per Jordi Nopca (2010, Quaderns Crema)
- Brañaganda (2011) Acantilado
- El edificio (2012) Acantilado
- Invasión (2015) Candaya
- Crónicas del amacrana (2017) Rayo Verde
- Hoy he dejado la fábrica (2018), :Rata_, traduïda al català per Jordi Llavina (2018, :Rata_)
- Si quieres que te quieran (2019), :Rata_, traduïda al català pel mateix autor (2019, :Rata_)